# Sint Antoniegorzen
De Sint Antoniegorzen vormen, samen met het Fort Sabina Henrica, een natuurgebied van 91 ha dat in bezit is van Staatsbosbeheer. Het gebied ligt enkele km ten zuidwesten van Willemstad en ten westen van Helwijk.
Het gebied vormt een overblijfsel van een getijdengors, die tegenwoordig in gebruik is als grasland. Hier leven veel weidevogels, zoals grutto, tureluur, kievit en patrijs, en verder slobeend en zomertaling. Voorts is het een pleisterplaats voor de brandgans.
Op de kaden en dijken van het gebied vindt men echte kruisdistel, gele morgenster, grote bevernel en bevertjes.